# Wczesnodziecięca białaczka nielimfocytowa
Wczesnodziecięca białaczka nielimfocytowa, wczesnodziecięca białaczka mielomonocytowa (ang. juvenile myelomonocytic leukemia, JMML, juvenile chronic myeloid leukemia, JCML, chronic myelomonocytic leukemia of infancy, infantile monosomy 7 syndrome) – typ przewlekłej białaczki szpikowej, występujący głównie u dzieci poniżej 4. roku życia. Średnia wieku rozpoznania to 2 lata. 
U około 15-20% dzieci z JMML stwierdza się nerwiakowłókniakowatość typu 1. 
Leczeniem z wyboru jest przeszczepienie szpiku.
Osobnym zjawiskiem są zmiany imitujące JMML, które często towarzyszą zespołowi Noonan. W przeciwieństwie do JMML nie mają charakteru rozrostu klonalnego i ulegają samoistnej remisji, nie wymagają zatem leczenia.